# Lista de capítulos de Neon Genesis Evangelion
O mangá Neon Genesis Evangelion escrito e ilustrado por Yoshiyuki Sadamoto, foi publicado pela editora Kadokawa Shoten. O primeiro capítulo de Evangelion foi publicado em dezembro de 1994 na revista Shōnen Ace, onde foi publicado até o capítulo 76, a partir do capítulo 77, em julho de 2009, passou a ser publicado na revista Young Ace, onde a publicação encerrou em junho de 2013 no capítulo 96, contando com 14 volumes. Nesta página, os capítulos estão listados por volume, com seus respectivos títulos originais (títulos originais na coluna secundária, os volumes de Evangelion não são titulados).
No Brasil, foi licenciado pela editora Conrad e foram publicadas 20 edições (equivalentes à 10 volumes originais) entre novembro de 2001 e abril de 2007, que foi cancelada nos anos seguintes devido às complicações da Conrad. Houve também, a publicação de Evangelion numa Edição de Luxo do formato original, mas não deu certo e apenas um volume foi lançado em setembro de 2005.

Atualmente, é licenciado pela editora JBC que concluiu a publicação meio-tanko da Conrad com as 8 edições finais (equivalentes à 4 volumes originais) entre setembro de 2010 e dezembro de 2014. E também publicou os 14 volumes da série entre outubro de 2011 e novembro de 2014.

## Volumes 1~7
| - 1. O Ataque dos Anjos - 2. Reencontro... - 3. Unidade 01 ao Ataque - 4. Silêncio... - 5. Visão à Margem da Luz - 6. Porque Choro | - 1. 使徒、襲来 (Shito, Shūrai) - 2. 再会・・・ (Saikai...) - 3. 初号機、出撃 (Shogōki, Rifuto Ofu) - 4. 沈黙・・・ (Chinmoku...) - 5. 光の淵に見たもの (Hikari no Fuchi ni Mitamono) - 6. ボクハナク (Boku wa Naku) |

| - 7. Um Coração Fechado - 8. A Revolta de Shinji - 9. Castigo para um Maníaco - 10. O Garoto e a Navalha - 11. A Fuga da Terceira Criança - 12. O Perfil de um Carinho | - 7. 閉じゆく心 (Toji Yuku Kokoro) - 8. シンジご機嫌ななめ (Shinji Gokigen Naname) - 9. マニアの受難 (Mania no Junan) - 10. ナイフと少年 (Naifu to Shōnen) - 11. さまよえるサード・チルドレン (Samayoeru Sādo Chirudoren) - 12. やさしさの輪郭 (Yasashisa no Katachi) |

| - 13. Cicatrizes Brancas - 14. Um Quarto Distorcido - 15. No que os Olhos Vermelhos Crêem - 16. Lembranças do Abandono - 17. A Noite Anterior à Batalha - 18. Batalha Decisiva! - 19. A Lua no Meio da Escuridão | - 13. 白い傷跡 (Shiroi Kizuato) - 14. 歪んだ部屋 (Yuganda Heya) - 15. 紅い瞳の信じるものは (Akai Hitomi no Shinjirumono wa) - 16. 棄てられた記憶 (Suterareta Kioku) - 17. 決戦前夜 (Kessen Zen'ya) - 18. 血戦! (Kessen!) - 19. 闇の中の月 (Yami no Naka no Tsuki) |

| - 20. A Chegada de Asuka - 21. O Convidado Indesejado - 22. O Ataque de Asuka - 23. Tente de Novo - 24. Dissonância - 25. Quer dançar comigo? - 26. Corações Unidos Naquele Momento | - 20. アスカ、来日 (Asuka, Rainichi) - 21. 招かれざる者 (Manekarezarumono) - 22. アスカ攻撃 (Asuka Atakku) - 23. トライ・アゲイン (Torai Agein) - 24. 不協和音 (Disonansu) - 25. Shall we dance? - 26. 瞬間、心、重ねて (Shunkan, Kokoro, Kasanete) |

| - 27. Festa - 28. Trilhando as Feridas - 29. Túmulo - 30. Segurem Ataque Gravitacional! - 31. Blecaute na NERV - 32. Abismo da Verdade - 33. No Aquário | - 27. パーティー (Pātī) - 28. 傷跡をたどれば (Kizuato o Tadoreba) - 29. 墓標 (Bohyō) - 30. 受け止めろ 重力攻撃! (Catch the G-shock!) - 31. ネルフ、停電 (Nerufu, Teiden) - 32. 真実の深淵 (Shinjitsu no Shin'en) - 33. アクアリウム (Akuariumu) |

| - 34. A Quarta Criança Escolhida - 35. Luz. e Então Sombra - 36. Confissão - 37. Presente - 38. Emboscada - 39. Sitema Dummy - 40. Tingindo o Entardecer de Preto... | - 34. 四人目の適格者 (Yoninme no Tekikakusha) - 35. 光、そして影 (Hikari, Soshite Kage) - 36. 告白 (Kokuhaku) - 37. ギフト (Gifuto) - 38. 迎撃 (Geigeki) - 39. ダミーシステム (Damī Shisutemu) - 40. 黄昏を黒に染めて・・・ (Tasogare o Kuro ni Somete...) |

| - 41. Punhos - 42. Céu Cinzento - 43. Interrogatório - 44. Expiação - 45. A Luta de um Homem - 46. Despertar - Início - 47. Despertar - Fim - 48. Eliminação | - 41. フィスト (Fisuto) - 42. 灰色の空 (Hai-iro no Sora) - 43. 尋問 (Jinmon) - 44. 贖罪 (Shokuzai) - 45. 男の戦い (Otoko no Tatakai) - 46. 覚醒・前編 (Kakusei - Zenpen) - 47. 覚醒・後編 (Kakusei - Kōhen) - 48. 消滅 (Shōmetsu) |

## Volumes 8~14
| - 49. ...Beijo. - 50. Para Dentro do Coração... - 51. Mãe - 52. Lembranças - 53. O Gigante de Luz - 54. A Criação da NERV - 55. Mensagem - 56. Inveja | - 49. ・・・Kiss. - 50. 心の中へ・・・ (Kokoro no Naka e...) - 51. MOTHER - 52. 回想 (Kaisō) - 53. 光の巨人 (Hikari no Kyojin) - 54. ネルフ誕生 (Nerufu Tanjō) - 55. 伝言 (Dengon) - 56. ジェラシー (Jerashī) |

| - 57. A Quinta Criança - 58. Rejeição - 59. Orgulho - 60. Boneca - 61. A Lança de Longinus - 62. Distância - 63. Contragolpe | - 57. フィフス・チルドレン (Fifusu Chirudoren) - 58. 拒絶 (Kyozetsu) - 59. プライド (Puraido) - 60. ドール (Dōru) - 61. ロンギヌスの槍 (Ronginusu no Yari) - 62. distance - 63. 応戦 (Ōsen) |

| - 64. Lágrimas - 65. Quero me Unir a Você - 66. Um Sentimento Perdido - 67. Noite Distorcida - 68. Vidas Cruzadas - 69. Sangue Maculado - 70. Uma Multidão de Vazios | - 64. 涙 (Namida) - 65. ひとつになりたい (Hitotsu ni Naritai) - 66. 心届かず (Kokoro Todokazu) - 67. ねじれた夜 (Nejireta Yoru) - 68. 交錯 (Kōsaku) - 69. 汚れた血 (Yogoreta Chi) - 70. 虚無の群れ (Kyomu no Mure) |

| - 71. Descendente de Adão - 72. O Último Mensageiro - 73. A Fronteira Atingida - 74. Memórias Gravadas na Mão - 75. Coração Ausente - 76. O Último Inimigo | - 71. アダムの末裔 (Adamu no Matsuei) - 72. 最後のシ者 (Saigo no Shisha) - 73. 辿りついた境界線 (Tadoritsuita Kyōkaisen) - 74. 手のひらの記憶 (Te no Hira no Kioku) - 75. 欠けた心 (Kaketa Kokoro) - 76. 最後の敵 (Saigo no Teki) |

| - 77. Genocídio - 78. Pai e Filho - 79. A Hora Prometida - 80. Encontro - 81. Um Inimigo Vindo do Céu - 82. A Última Ordem - 83. Chamado Atendido | - 77. GENOCIDE - 78. 父と子 (Chichi to Ko) - 79. 約束の時 (Yakusoku no Toki) - 80. 邂逅 (Kaikō) - 81. 空よりの敵 (Sora Yori no Teki) - 82. The last instruction - 83. 呼応 (Koō) |

| - 84. Chamado - 85. Traição - 86. Iniciando o Ritual - 87. Rejeição - 88. Lua Negra - 89. Cara a Cara - 90. Lembranças de um Verão | - 84. Calling - 85. 裏切り (Uragiri) - 86. 儀式の始まり (Gishiki no Hajimari) - 87. 拒絶 (Kyozetsu) - 88. 黒き月 (Kuroki Tsuki) - 89. face to face - 90. 夏の追憶 (Natsu no Tsuioku) |

| - 91. Para Onde a Luz Retorna - 92. Aniversário - 93. Oceano da Vida - 94. Palma da Mão - 95. Obrigado, Adeus - 96. Hora da Partida - Extra. O Éden Cor de Verão | - 91. 光還る処へ (Hikari Kaeru Sho e) - 92. バースデイ (Bāsudei) - 93. 生命の海 (Seimei no Umi) - 94. 掌 (Tenohira) - 95. ありがとう∞さようなら (Arigatō ∞ Sayōnara) - 96. 旅立ち (Tabidachi) - Extra. 夏色のエデン (Natsuiro no Eden) |